# أوقة
أوقة (بالتركية العثمانية: اوقه)‏ مقياس عثماني للكتلة يساوي 400 درهم (درامات عثمانية). تباينت قيمتها، ولكن تم توحيدها في أواخر الإمبراطورية على أنها 1.2829 كيلوغرام.
في تركيا، تسمى الوحدة التقليدية الآن «إسكي أوكا» «الأوقة القديمة» أو «كارا أوكا» بمعنى «الأوقة السوداء»؛ كما أن قيمة «يني أوكا» «الأوقة الجديدة» هي واحد كيلوجرام.
في اليونان، (أوكا οκά، والجمع οκάδες) تم توحيد المقياس على 1.282 كجم وبقي قيد الاستخدام حتى تم إلغاء الوحدات التقليدية في 31 مارس 1953  - تم اعتماد النظام المتري في عام 1876، لكن الوحدات القديمة مثل الأوقة ظلت قيد الاستخدام. في قبرص، ظلت الأوقة قيد الاستخدام حتى الثمانينيات.
في مصر، كان وزن عملة الأوقة 1.23536 كجم. في طرابلس، كان وزنها 1.2208 كجم، أي ما يعادل 2½ أرطال.
تم استخدام الأوقة أيضًا كوحدة للحجم. في الافلاق، كانت تساوي 1.283 لترًا من السائل و1.537 لترًا من الحبوب (المقياس الجاف). في اليونان، كانت أوقة الزيت 1.280 كجم.